# Ladislav Rudolf z Thun-Hohensteinu
Ladislav Rudolf Felix hrabě z Thun-Hohensteinu (německy Ladislaus Rudolf Felix Reichsgraf von Thun und Hohenstein; 16. listopadu 1835 Benátky nad Jizerou – 15. prosince 1887 Červený hrádek) byl český šlechtic a politik. Po krátké službě v armádě byl poslancem českého zemského sněmu, později byl jmenován členem panské sněmovny. Trvale žil na zámku Červený hrádek u Chomutova, který patřil jeho manželce.

## Životopis

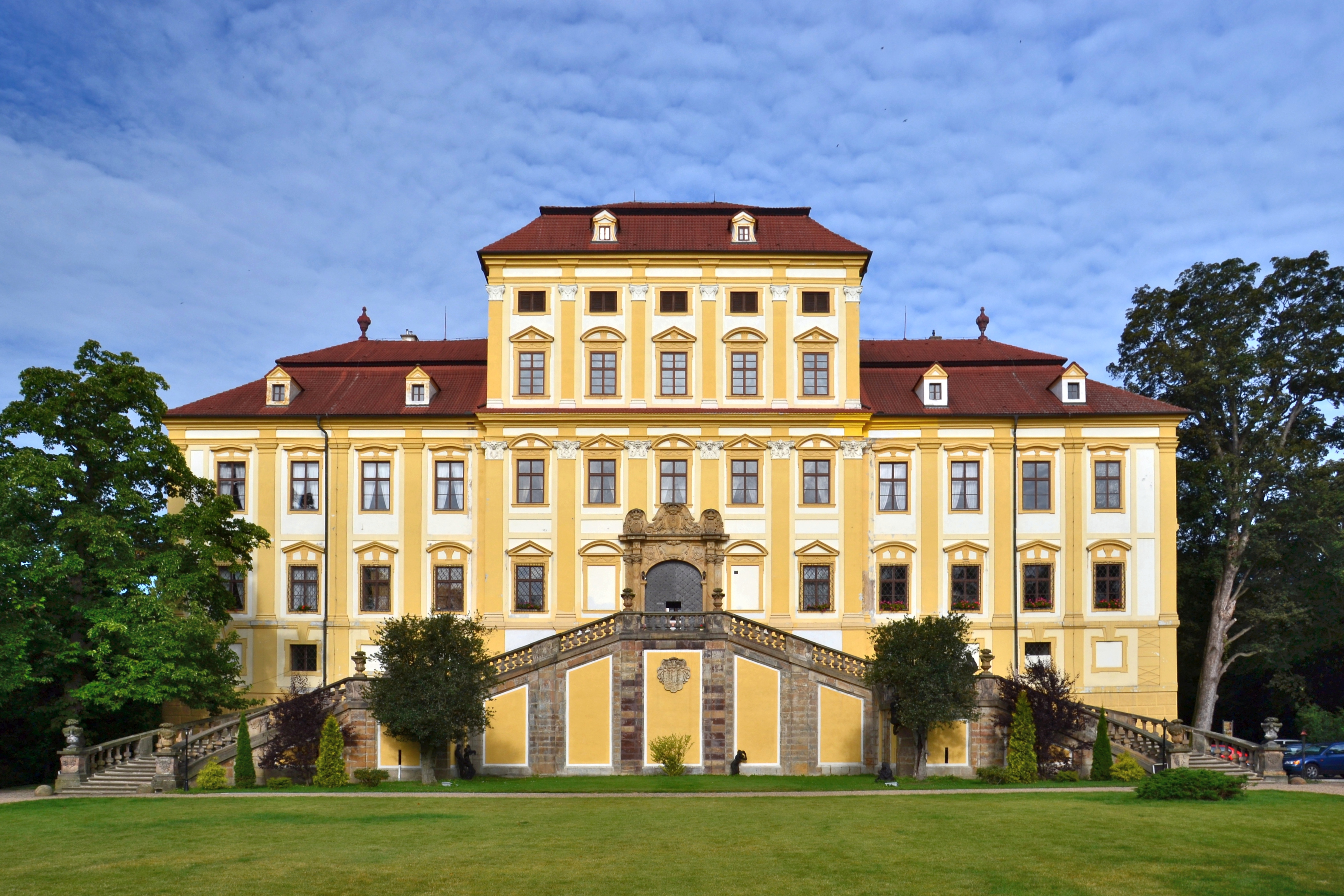
Zámek Červený hrádek, sídlo rodu, majetek Ladislavovy manželky Gabriely, rozené Trauttmansdorffové

Pocházel ze šlechtického rodu Thun-Hohensteinů, patřil k benátecké větvi a narodil se jako čtvrtý syn českého nejvyššího sudího Leopolda Felixe z Thun-Hohensteinu (1797–1877), po matce Alžbětě (1805–1876) byl potomkem českého rodu Mladotů ze Solopisk. Studoval soukromě a od roku 1852 sloužil v armádě. V roce 1861 dosáhl hodnosti rytmistra a o dva roky později odešel do výslužby, později se ale ještě aktivně zúčastnil prusko-rakouské války. V armádě nakonec v roce 1881 mimo aktivní službu dosáhl hodnosti majora. Byl též c. k. komořím a čestným rytířem Maltézského řádu. V letech 1868–1870 a 1872–1883 byl poslancem českého zemského sněmu, kam byl zvolen za nesvěřenecké velkostatky. V roce 1877 byl jmenován doživotním členem rakouské panské sněmovny.
V roce 1867 se v Praze oženil s Marií Gabrielou Trauttmansdorffovou (1840–1923), dámou Řádu hvězdového kříže, která byla po matce dědičkou velkostatku Červený Hrádek. Gabrielin první manžel princ Ludvík z Hohenlohe-Langenburgu (1823–1866) padl v bitvě u Hradce Králové. S ním měla šest dětí, spolu s nimi a druhým manželem Ladislavem Thunem žila trvale na Červeném Hrádku. Gabriela si ve správě velkostatku Červený hrádek, který zahrnoval přes 10 000 hektarů půdy, počínala velmi zdatně, obchodovala na burze a zisky investovala do budování cukrovarů a lihovarů. Druhé manželství zůstalo bez potomstva, Červený Hrádek pak přešel dědictvím na Gabrielina nejstaršího syna Gottfrieda z Hohenlohe-Langenburgu.
Ladislav měl sedm sourozenců, z nich sestra Terezie (1837–1908), provdaná Nosticová, byla nejvyšší hofmistryní korunní princezny Štěpánky.